# Краянка (Лодзинське воєводство)
Краянка (пол. Krajanka) — село в Польщі, у гміні Частари Верушовського повіту Лодзинського воєводства.
Населення — 229 осіб (2011).

## Демографія
Демографічна структура станом на 31 березня 2011 року:
|          | Загалом | Допрацездатний вік | Працездатний вік | Постпрацездатний вік |
| -------- | ------- | ------------------ | ---------------- | -------------------- |
| Чоловіки | 111     | 27                 | 72               | 12                   |
| Жінки    | 118     | 28                 | 69               | 21                   |
| Разом    | 229     | 55                 | 141              | 33                   |